# Pré-aux-Clercs
Pour les articles homonymes, voir Pré (homonymie) et Le Pré aux clercs (opéra-comique).
Ne doit pas être confondu avec Pré-au-lard.
Le Pré-aux-Clercs était jadis une prairie célèbre à Paris, puisque c'est dans celle-ci entre autres que se donnaient des rendez-vous pour des duels. L'actuelle rue du Pré-aux-Clercs située dans le 7e arrondissement perpétue son souvenir.
C'est également le nom d'un éditeur parisien.

## Emplacement et origine du nom
L'historien Marius Audin écrit :

« D'après les statuts constitutifs donnés par Philippe le Bel, le roi de la Bazoche faisait tous les ans, à Paris, la montre ou revue de ses sujets, sorte de carrousel où étaient conviés tous les clercs du Palais, ceux des provinces et leurs suppôts, et qui se tenait à l'origine dans une prairie appelée pour cette raison Pré-aux-Clercs. Cette prairie s'étendait sur la rive gauche de la Seine, à l'emplacement qu'occupent aujourd'hui le quai Malaquais, les rues de Verneuil, de l'Université et Saint-Dominique. Ce carrousel attirait toujours grande foule ; il eut tant d'éclat sous François Ier que ce prince voulut y assister en 1540. Il s'en déclara fort enchanté, dit-on.
C'est au Pré-aux-Clercs que, deux fois par semaine, se rendait la justice bazochiale. »

Une autre explication sur l'origine du nom vient du fait que le pré appartenait probablement dès 960 (première mention à cette date) à l'Université de Paris (apparue dès le milieu du XIIe siècle) et que les étudiants (appelés autrefois « clercs ») venaient s'y détendre pendant leurs périodes de repos.
Ce terrain débutait aux flancs ouest et nord de l'abbaye Saint-Germain-des-Prés (qui en était l'ancien propriétaire), puis s'étirait en pointe vers l'ouest de part et d'autre de la rue de l'Université (d'où son nom) jusqu'à l'actuel palais Bourbon (Assemblée nationale). Il était coupé en deux parties par un ruisseau baptisé « la Noue » dont le cours suivait l'actuelle rue Bonaparte. À l'est de ce cours d'eau et au nord de l'abbaye, s'étendait le « Petit Pré-aux-Clercs », et le reste, à l'ouest formait le « Grand Pré-aux-Clercs ».
Le « Petit Pré-aux-Clercs » fut d'ailleurs, pour l'Université, une acquisition plus récente puisque datant de 1368. Elle résulte d'une cession de terrain que les religieux de Saint-Germain-des-Prés avaient été obligés effectuer en contrepartie de l'achat d'une portion du « Grand Prés » à l'Université, afin de faire creuser des fossés autour de leur abbaye, lorsque le roi ordonna la fortification de celle-ci. Les douves de l'abbaye furent alors alimentées en eau par un canal que l'on appela plus la « Petite Seine » et qui coulait en lieu et place de la rivière la « Noue ».

## Historique
On ne sait rien de la façon dont ce terrain est passé de la propriété de l'abbaye de Saint-Germain-des-Prés à celle de l'Université de Paris. Une histoire véhiculée par cette dernière se plait à raconter qu'elle le tient d'un don de Charlemagne, mais il s'agit probablement d'une légende. Ce qui est sûr, c'est que les terrains entourant le Pré-aux-Clercs continuèrent d'appartenir à l'abbaye de Saint-Germain. Un conflit entre celle-ci et l'Université au sujet de l'appartenance du pré éclata entre 1179 et 1278, au point où le roi Philippe III le Hardi ordonnera l'arasement de deux tours qui en fermaient l'entrée.
Vers 1552, un quai est construit sur une levée destinée à protéger le Pré-aux-Clercs des inondations.
En 1558, du 13 au 19 mai, quatre mille huguenots conduits par Antoine de Bourbon[réf. souhaitée] chantent des psaumes au Pré-aux-Clercs et sont poursuivis par ordre du roi.
En 1639, le Pré-aux-Clercs était l'une des voiries de Paris.
En 1640, la rue de Verneuil est ouverte sur le grand Pré-aux-Clercs.
Un panneau Histoire de Paris, à l'angle de la rue du Pré-aux-Clercs et de la rue Perronet, rend hommage à l'histoire du pré.

## Littérature
Pierre Corneille, Le Menteur, acte II, scène V, 1644 :
Paris voit tous les jours de ces Métamorphoses. 

Dans tout le Pré-aux-Clercs tu verras mêmes choses,

Et l'Univers entier ne peut rien voir d'égal

Aux superbes dehors du Palais Cardinal.

Toute une ville entière avec pompe bâtie

Semble d'un vieux fossé par miracle sortie,

Et nous fait présumer, à ses superbes toits,

Que tous ces habitants sont des Dieux, ou des Rois.
On le voit dans de nombreuses autres œuvres, notamment :
- dans Les Trois Mousquetaires, où d’Artagnan y affronte les trois mousquetaires dès son arrivée à Paris ;
- dans la célèbre pièce de théâtre d'Edmond Rostand Cyrano de Bergerac ;
- dans l'opéra homonyme de Louis-Joseph-Ferdinand Hérold.